# 俠盜獵車手VI
《侠盗猎车手VI》是由Rockstar Games开发并即将发行的一款開放世界動作冒險遊戲，为继2013年的《侠盗猎车手V》之后，《侠盗猎车手系列》游戏的第八部主要作品以及总第十六部作品。本作故事发生地以佛罗里达州为原型，设定在虚构的雷奥奈达州（Leonida）和罪恶城（Vice City，以迈阿密为原型）。故事将围绕由女主角露西亞·卡米諾斯（Lucia Caminos）和其男性伴侣傑森·杜瓦（Jason Duval）组成的犯罪二人组展开。
本作的主要开发工作于2018年《荒野大镖客：救赎2》发行后开始，并于2022年2月被Rockstar Games确认正在开发中。2022年9月，本作早期开发阶段的部分游戏视频遭泄露。2023年12月，首部预告片露面。2025年5月，Rockstar Games宣布遊戲计划于2026年5月26日在PlayStation 5及Xbox Series X/S上推出。

## 游戏设定
《侠盗猎车手VI》是一款开放世界动作冒险游戏。本作故事主要发生地设定在虚构的雷奥奈达州（以佛罗里达为原型），包含罪恶城， 以及大草泽、雷奥奈达礁岛群（分别基于大沼泽地和佛罗里达群岛）、安柏西亚、卡拉加山和盖尔霍恩港。
故事聚焦一对犯罪搭档：退伍军人杰森·杜瓦，为本地毒贩工作；以及露西娅·卡米诺斯，系列首位非可选女性主角。 露西娅为了家人，进了雷奥奈达监狱，但却阴差阳错得以获释。一次行动的失误，将他们卷入一场横跨雷奥奈达州的犯罪阴谋。其他角色包括：杰森的偏执好友卡尔·汉普顿；罪恶城商业巨头波比·艾克；与波比共掌唱片公司纯声唱片的德雷奎恩·普里斯特；签约纯声唱片的网红组合美金多姿（贝拉克斯和柔茜）；资深银行劫匪拉乌尔·巴蒂斯塔；以及毒贩兼杰森房东的布莱恩·赫德。

## 開發和营销
2013年9月《俠盜獵車手V》发布后，Rockstar North前总裁萊斯利·本澤表示公司对该系列的下一部作品有「一些想法」。据Chris Liberty的消息，《侠盗猎车手VI》自2014年始一直处于开发中，《侠盗猎车手VI》将是“一个巨大的游戏世界”。2018年3月，The Know报道称代号为Project Americas的游戏将主要设置在经过重制的罪惡市，部分设置在南美洲，并有一位女性可玩主角。Schreier同樣在彭博新闻社撰文称，这款名为《侠盗猎车手VI》的游戏已於2014年进入开发阶段，将有一对受邦妮和克莱德影响的主角，其中包括一名拉丁女性。不過R星副總Dan Houser稱，由於川普當選後美國社會的日益激化，他們不會在總統任內推出新作。2020年4月，Kotaku編輯Jason Schreier报道称，该游戏“处于早期开发阶段”，作为“中等规模的版本”，並将随着时间的推移而扩展，以避免員工加班過度。但根据Twitter用户Tez2信息表示，这款游戏已经相当先进，甚至可能在一两年内发布。
2022年2月4日，Rockstar Games确认新遊戲开发“进展顺利”，他们希望“大大超越我们之前呈獻的内容”。
同年7月，Rockstar Games宣布碧血狂殺線上模式將不再推出重大更新，其开发资源被撤回以专注于即将推出的游戏。8月，Rockstar Games的母公司Take-Two Interactive的首席执行官Strauss Zelnick表示，Rockstar Games“决心再次为该系列、電子游戲行业和所有娱乐设定创意基准”。
2023年11月8日，Rockstar Games宣布将于12月初发布下一款侠盗猎车手的首部预告片。
2023年12月1日，Rockstar Games在官网及社交媒体发布了一张擁有熱帶風情的海报，暗示遊戲場景確定為罪恶城。海报上显示预告片将于美東時間12月5日上午9點发布。
2023年12月5日，由於預告片在X上提前洩露，導致Rockstar Games將原定的首播取消，提前幾個小時在YouTube上釋出了首部預告片，並且宣布遊戲將於2025年登陸PlayStation 5及Xbox Series X/S平台。
在影片釋出的24小時內，觀看次數達到9000萬次，不僅打破同年8月由MrBeast創下的YouTube非音樂類影片釋出後24小時內觀看次數最高的紀錄，更是登上金氏世界紀錄，成為YouTube上釋出後24小時內觀看次數最高的電玩遊戲類影片。《侠盗猎车手VI》官方预告片觀看次數不仅超越前作，还带动了《侠盗猎车手V》预告片的觀看次數，令后者觀看次數突破1亿次。甚至連預告片的背景音樂「Love Is A Long Road」在Spotify上的播放量也暴增了360倍，播放量總計超過1100萬次。
2024年5月，Take-Two Interactive在財務報告中宣布本作將於2025年秋季登陸PlayStation 5及Xbox Series X/S平台。同年，俠盜獵車手VI獲得金摇杆奖最佳期待遊戲以及2024年遊戲大獎未來最期待遊戲。
2025年5月2日，Rockstar Games宣布遊戲將延期至2026年5月26日推出。5月6日，Rockstar Games公布GTA VI的第二支預告片，而第二支預告片結尾處只出现了PS5和Xbox Series X/S，没有出现PC字样。僅過了4天，第二支預告片的瀏覽量就破億。

## 泄漏事件
2022年9月18日，名为“teapotuberhacker”的用户向GTAForums泄露了共50分钟的早期開發游戏画面片段
。Schreier根據Rockstar Games的消息来源证实片段為真实的，并且《卫报》報導说這些視頻来自多个开发阶段，一些片段大约有一年的历史。这段片段揭示了现代罪恶城的设置，包含动画测试、游戏测试、关卡布局和角色之间的对话，并描绘了玩家角色Jason和Lucia，进入脱衣舞俱乐部并抢劫餐厅。黑客声称自己是上周早些时候入侵Uber的幕后黑手。他声称直接从Rockstar Games的内部Slack小组下载了文件，并且他们拥有新游戏和《侠盗猎车手V》的源代码並威胁要泄漏。
作为回应，Take-Two要求YouTube對關於泄露事件的片段进行删除，并联系了GTAForums和Reddit的版主以删除相關推文。黑客稱他们正在“寻求与Rockstar或Take-Two谈判交易”。當時新聞界一度将该事件描述为近代电子游戏史上最大的泄密事件。Schreier称其为“Rockstar Games的噩梦”，可能会限制员工的远程工作灵活性。许多行业开发人员分享了他们的游戏正在进行的工作镜头以表達對Rockstar Games的支持。包括Cliff Bleszinski、尼尔·德鲁克曼、Rami Ismail和Alanah Pearce在内的一些开发人员也对Rockstar Games表示同情。
9月19日，Rockstar Games确认泄漏是“网络入侵”，并对游戏以此方式被演示感到遗憾，但预计事件对开发不會产生长期影响。在泄密后的几天里，Rockstar Games限制了他们社交媒体账户上的评论和回复。Take-Two补充说，已采取措施“隔离和遏制这一事件”。该公司的股价在当天的盘前交易中下跌了6%以上，但在Take-Two发表声明后收復失地。优步承认事件与他们的安全漏洞存在潜在联系，并指出他们正在与联邦调查局和美国司法部合作。他们认为该黑客隶属于Lapsus$组织，该组织被认为在前一年入侵了微软、英伟达和三星等公司。
9月22日，一名来自牛津郡的17岁男孩被伦敦市警方逮捕，据称美国联邦执法官员协助英國调查，据了解至少有另外两人参与其中。嫌疑人被认为是 Lapsus$ 的领导人之一，他当时16岁，是2022年3月因涉嫌入侵其他几家公司而被捕的七人之一，在此期间他积累1060萬英鎊。他于9月24日在海布里角青年法庭出庭，被控两项违反保释条件和两项滥用计算机的罪名，他只对前者认罪，否认检察官声称他使用他“无权拥有”的手机入侵和勒索公司。该案与“类似”案件一起被提交給上级法院，而男孩被还押在青少年拘留中心。
2025年1月1日，一名Reddit用户发布了一张照片和两段游戏的视频，这些视频是由2021年年中一位在Rockstar办公室工作了几个月的人拍摄的。该帖子后来被删除。Eurogamer确定照片和视频是在Rockstar San Diego辦公室拍摄的。

## 備註
1. ↑  本作原定于2025年秋季在PlayStation 5及Xbox Series X/S上推出。[1]
2. ↑  罪恶城最早出现于《侠盗猎车手》（1997），并为《侠盗猎车手：罪恶都市》（2002）和《侠盗猎车手：罪恶都市传奇》（2006）的主要场景。
3. ↑  虽然多家媒体将露西娅称为系列首位女性主角； 但早在《侠盗猎车手》（1997）、《侠盗猎车手2》（2000）的Game Boy Color版本及《侠盗猎车手Online》（2013）中就有提供可选女性角色，但前两者为无独特对话的可选角色，后者为无声角色。

## 外部連結
- 官方网站